# Полимерные электролитические мембраны
Полимерные электролитические мембраны (ПЭМ) — материалы, которые обеспечивают высокую ионную проводимость, не позволяя газообразным реагентам, например, молекулярному водороду или кислороду, проникать в её катодные и анодные области.

## Общие сведения
В 1964 году американская фирма "DuPont" запатентовала способ получения фторуглеродных виниловых эфиров, содержащих сульфогруппы. После их полимеризации были получены полимерные мембранные материалы, известные под маркой "Нафион" (англ. "Nafion"). Позднее аналогичные ПЭМ стали выпускаться и в России под названием МФ-4СК. Первые в мире промышленные установки с использованием мембран "Нафион" были запущены в Японии в 1975-1976 годах. В 1970-е годы были начаты широкие научные исследования свойств этих полимерных электролитов, главным образом механизма их проводимости.
Внешне мембрана "Нафион" представляет собой оптически прозрачные в видимой области спектра листы толщиной от 0,1 до 1,0 мм. Поскольку материал "Нафион" чрезвычайно инертен, мембрана устойчива к химическим воздействиям (выдерживает кипячение в концентрированной азотной кислоте), термически устойчива до 100° и механически прочна.

## Микроструктура ПЭМ

Химическая структура ПЭМ типа «Нафион».

Мембрана "Нафион", выпускаемая фирмой "Dupont", является наиболее распространенной и хорошо изученной. Она представляет собой разветвленную фторуглеродную цепочку, оканчивающуюся сульфонной группой. Фторуглеродная цепочка обладает гидрофобными свойствами, тогда как сульфонные группы — гидрофильными. Химический состав «Нафион» может быть различным, так как современная технология его получения может обеспечить различную степень полимеризации фторуглеродных фрагментов и концентрацию сульфонных групп.
Для описания поведения «Нафион» предложено несколько структурных моделей. Наиболее распространенной является модель Гирке, которая была исторически первой. Согласно этой модели, сульфонные группы агрегируют внутри полимерной матрицы и образуют почти сферические кластеры диаметром 2-4 нм с внутренней поверхностью, заполненной группами SO3-H+. По данным по электропроводности было установлено, что такие кластеры соединяются каналами диаметром порядка 1 нм. При контакте «Нафион» с водой молекулы воды собираются около гидрофильных сульфонных групп внутри кластеров. Поскольку кластеры соединены каналами, это обеспечивает непрерывный поток протонов по полимерной мембране.
С увеличением количества сорбированной воды растет геометрический размер индивидуального кластера. Размер кластера линейно зависит от содержания воды в ПЭМ. В сухой мембране плотность кластеров и их размеры имеют конечное значение, то есть эти кластеры образуются уже в процессе полимеризации.
Была предложена также трехфазная структура «Нафион». Авторы выделили область полимерной цепочки с малой пористостью, область, образованную боковыми цепочками, где пористость выше, и кластеры, заполненные сульфонными группами. Альтернативной структурной моделью является «стержневая» модель, в которой предполагается, что боковые цепочки с сульфонными группами на конце образуют нечто вроде кристалла из стержней, поверхность которого может адсорбировать молекулы воды. Собраны экспериментальные данные, которые хорошо согласуются с допущением о трансформации структуры «Нафион» от кластерного к «стержневому» типу при увеличении содержания воды в мембране.

## Физико-химические свойства

### Сорбция воды
Описание поведения ПЭМ при сорбции воды является важной частью физической химии ПЭМ. ПЭМ насыщают водой из жидкости, либо пара. Содержание воды в ПЭМ характеризуют параметром λ, который равен отношению молекул воды к количеству сульфонных групп. Содержание воды в ПЭМ в зависимости от активности паров носит нелинейный характер, что было подтверждено многочисленными исследованиями. При интерпретации сорбционных кривых воды в ПЭМ наиболее успешной является модель атермального раствора воды в полимерной матрице.
Важной особенностью систем вода-ПЭМ является различное содержание воды в мембране при насыщении её из жидкой фазы и из паров воды. Такое различие характерно в основном для гелей, а сам эффект носит название парадокс Шрёдера. До сих пор этот эффект не получил однозначного объяснения.
Одна из попыток его объяснения состоит в предположении, что изменение содержания воды в ПЭМ связано с фазовым переходом первого рода, подобного ван-дер-ваальсовой конденсации, при которой в точке перехода резко меняется плотность воды. Однако экспериментально это предположение не было подтверждено, поскольку транспортные свойства "Нафион" в области составов λ=14-22 менялись незначительно. Другая попытка объяснения состоит в учете капиллярных сил при рассмотрении равновесия между водой в мембране и насыщающей фазой в узких каналах ПЭМ. Было сделано предположение, что поверхностное натяжение на границе пар-вода в канале ПЭМ значительно превышает таковое на границе раздела фаз жидкая вода-вода в канале ПЭМ. Этот подход позволил удовлетворительно описать наблюдающиеся в рамках парадокса Шрёдера расхождения. Тем не менее, с точки зрения строгой теории, этот подход также неоднозначен, поскольку существует альтернативные теории, описывающие поведение полимерных мембран в водных растворах.

### Разбухание ПЭМ при контакте с водой
Явление разбухания ПЭМ под действием воды важно не только с точки зрения эксплуатационных свойств мембраны, но и с точки зрения термодинамических свойств. Поскольку молекулы воды в ПЭМ занимают малый объем, принято считать, что размеры мембраны растут пропорционально содержанию воды. Однако прямых измерений этой зависимости не проводилось. Важной характеристикой, необходимой для описания свойств ПЭМ в присутствии воды, является внутреннее давление. Предложено две основных модели растяжения полимерного остова ПЭМ под действием внутреннего давления - линейная и биаксиальная. Последняя лучше описывает поведение ПЭМ в реальных условиях. Однако следует отметить, что внутреннее давление растет немонотонно с ростом содержания воды. Это позволяет предположить, что кластерная структура, заполненная водой, также может обладать немонотонной природой и распадаться на фазы с разной концентрацией воды. Это, в свою очередь, может объяснить парадокс Шрёдера.

### Перенос протонов и молекул воды
Уже в ранних исследованиях было установлено, что протон в мембране переносится в виде иона гидроксония H3O+. Коэффициент диффузии иона гидроксония через мембрану в несколько раз превышает коэффициент диффузии воды при λ>10. Это наблюдение объясняют, используя два механизма диффузии: прямой перенос иона гидроксония и "структурную диффузию". Второй механизм предполагает существование промежуточных структурных комплексов - так называемых ионов Zundel-H5O2+ и Eigen-H9O4+. Эти комплексы характеризуют отдельные стадии переноса протона в ПЭМ, лимитируя скорость процесса. Эти механизмы позволяют объяснить аномально высокую подвижность протона в ПЭМ по сравнению с другими ионами.
Перенос заряда и молекул воды в ПЭМ взаимосвязан. Эту взаимосвязь принято описывать с помощью коэффициента увлечения, то есть числа молекул воды, увлекаемых при переносе одного протона. Коэффициент увлечения равен единице при малых содержаниях воды в ПЭМ и достигает ~50 % от своего максимально возможного значения при больших концентрациях воды. Это максимальное значение соответствует одновременному движению всех молекул воды, содержащихся в мембране.
При малых содержаниях воды движущей силой электропереноса является диффузия, при больший - перепад давления. При этом протонная проводимость сильно зависит от концентрации воды и растет с её увеличением. При низком содержании воды протоны захватываются диссоциированными сульфонными группами и теряют подвижность, что выражается в резком падении электропроводности. Иное объяснение учитывает структурные особенности ПЭМ. Так, считается при малых концентрациях воды кластеры в мембране не связаны друг с другом, тогда как рост содержания воды приводит к их объединению в единый канал.